# ستيفن ما
ستيفن ما (بالصينية: 馬浚偉) (و. 1971 – م) هو ممثل، ومغني، وممثل أفلام، وكاتب غنائي، من جمهورية الصين الشعبية، ولد في هونغ كونغ.

## وصلات خارجية
- ستيفن ما على موقع IMDb (الإنجليزية)
- ستيفن ما على موقع ميوزك برينز (الإنجليزية)
- ستيفن ما على موقع ديسكوغز (الإنجليزية)